# 打通镇
打通镇位于重庆市綦江区，紧邻贵州省，人口7万左右。煤矿是当地的支撑产业，打通镇是重庆能源集团一矿所在地。
打通镇位于綦江区南部，距县城82公里，与贵州省习水县、桐梓县相邻北与赶水镇相接，渝黔公路穿境而过。平均海拔高度900多米，因为山峰高，所以冬天比重庆其他地方寒冷。幅员面积125平方公里，辖28个村（居）委会，总人口7.29万，其中农业人口3万。一九九九年被重庆市人民政府列为重庆市小城镇建设试点镇。1999年、2002年、2003年分别被列为重庆市小城镇建设试点镇、经济百强镇、商业示范镇、重庆市木瓜之乡，2007年被列为重庆市中心镇。

## 行政区划
桥头溪乡下辖以下地区：
第一居社区、打通村、马颈村、向阳村、沿河村、吹角村、下沟村、双坝村、天星村、大罗村、余家村和云华村。